# Щербинский, Афанасий Васильевич
Афанасий Васильевич Щербинский (1907—1997) — советский работник сельского хозяйства, комбайнер, Герой Социалистического Труда.

## Биография
Родился 05 мая 1907 года в селе Займо-Обрыв Азовского района Ростовской области.
Дата смерти 17 января 1997 года.
Был трактористом и комбайнером в Приазовье с 1929 года. Работая в то время еще на прицепных комбайнах, Щербинский организовывал процесс уборки так, чтобы работа шла поточным методом — выгрузка зерна из бункера в конные подводы производилась на ходу. Он также разработал и на практике доказал преимущество раздельной уборки соломы и половы. Причем конные половосборщики прицеплялись к комбайну и отцеплялись на ходу. О своем методе уборки А. В. Щербинский в 1952 году делал доклад в Московском институте механизации и электрификации социалистического сельского хозяйства им. В. М. Молотова. Свой опыт он изложил в книге «Комплексная уборка урожая» (Ростов н/Д, 1954).

## Память
- В Ростовской области решением бюро обкома партии, исполкома областного Совета депутатов трудящихся и президиума облсовпрофа в 1973 году был учрежден переходящий приз имени Героя Социалистического Труда Афанасия Васильевича Щербинского для награждения победителя в социалистическом соревновании среди комбайнеров Дона на уборке урожая.[1]

## Награды
- Указом Президиума Верховного Совета СССР от 24 июля 1952 года за достижение высоких показателей на уборке и обмолоте зерновых и масличных культур в 1951 году комбайнеру ордена Ленина Азовской МТС Афанасию Васильевичу Щербинскому, намолотившему комбайном «Сталинец-6» за 25 рабочих дней 8493 центнера зерновых культур, было присвоено звание Героя Социалистического Труда с вручением ордена Ленина и золотой медали «Серп и Молот».
- Также награждён медалями.